# Ambasciatori prussiani in Danimarca
L'ambasciatore prussiano in Danimarca era il primo rappresentante diplomatico della Prussia in Danimarca.
Le relazioni diplomatiche iniziarono ufficialmente nel 1656 e rimasero attive sino alla costituzione della Confederazione Germanica del nord nel 1867 e poi dell'Impero tedesco nel 1871 quando le funzioni passarono all'ambasciatore tedesco in Danimarca.

## Regno di Prussia
- 1748–1752: Friedrich Christian Hieronymus von Voß
- 1814–1826: Wilhelm Heinrich Maximilian zu Dohna-Schlobitten
- 1826–1830: Charles-Gustave de Meuron
- 1830–1842: Atanazy Raczyński
- 1842–1847: August Ludwig Schoultz von Ascheraden
- 1847–1850: vacante
- 1850–1854: Karl von Werther
- 1854–1859: Alphonse von Oriola
- 1859–1864: Hermann Ludwig von Balan
- 1864–1878: Tassilo von Heydebrand und der Lasa

1868: Chiusura dell'ambasciata